# 工業貿易署
工業貿易署（簡稱工貿署，TID）是香港特別行政區政府商務及經濟發展局轄下的部門，專責國際通商關係、推行貿易政策和協議，以及為工業界和中小型企業提供一般支援服務。現時工業貿易署署長為廖廣翔。工業貿易署原隸屬工商及科技局，2007年7月1日決策局重組後劃入新成立的商務及經濟發展局。

## 歷史

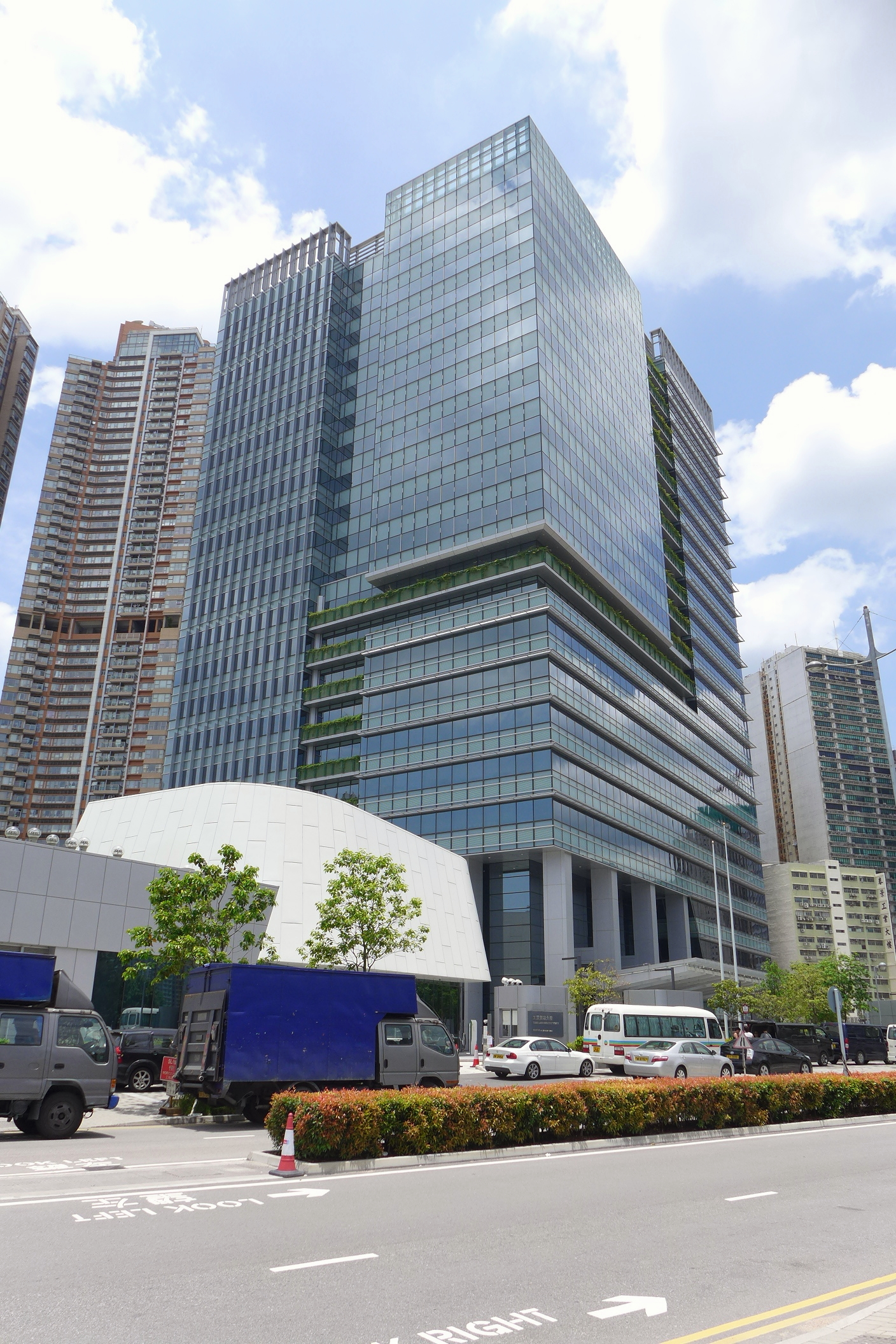
位於啟德發展區的工業貿易大樓

1945年，接受日軍投降的英國海軍少將夏慤為了管制糧食和燃油的價格，並實施糧食配給，於9月16日成立香港軍政府的同時設立了物料供應、貿易及工業部。1946年香港總督楊慕琦復任，並改由物料供應、貿易及工業署負責。
1949年，出入口管理處與物料供應、貿易及工業署合併改稱為工商業管理處。1973年工商業管理處改稱工商署。1977年工商署的英文名稱由「Commerce and Industry Department」改為「Trade, Industry and Customs Department」。1979年1月，工商署進行內部改組，分設三個部門，分別是貿易處、工業處與海關及管制處。1982年8月1日，工商署分拆，下轄的部門分別升格為工業署、貿易署和香港海關。
2000年7月1日工業署解散，為工業界和中小型企業提供一般支援的職能交由貿易署負責，並改為現名。
工貿署一直於旺角的工業貿易署大樓運作，直到2015年遷入啟德工業貿易大樓 。

## 諮詢委員會
- 工業貿易諮詢委員會
- 中小型企業委員會
- 客戶聯絡小組
- 太平洋經濟合作香港委員會
- 投標投訴審裁組織

## 主要貿易組織
- 世界貿易組織
- 亞太經濟合作組織
- 經濟合作及發展組織
- 太平洋經濟合作議會

## 歷任首長
| - 工業署署長 - 曹廣榮（1981年－1983年） - 黃錦照（1983年－1986年） - 楊啟彥（1986年－1989年） - 馮載祥（署理）（1992年－1993年3月） - 馮載祥（1993年3月－5月） - 俞宗怡（1993年5月－1995年9月） - 葉劉淑儀（1995年9月－1996年8月） - 何宣威（1996年9月－2000年） | - 貿易署署長 - 曹廣榮（1979年－1981年） - 苗禮善（1983年） - 麥高樂（1983年2月－1987年4月） - 施祖祥（1987年－1991年） - 曾蔭權（1991年－1993年） - 苗學禮（1993年3月－1996年7月） - 黎年（1996年7月－1999年7月） |

- 工業貿易署署長
  - 羅智光（1999年8月－2002年9月）
  - 何鑄明（2002年10月－2004年7月）
  - 楊立門（2004年7月－2006年7月）
  - 黎以德（2007年1月－2009年8月）
  - 關錫寧（2009年8月17日－2012年7月）
  - 麥靖宇（2012年7月16日－2016年2月）
  - 甄美薇（2016年8月9日－2020年8月9日）
  - 盧世雄 （2020年8月24日－2022年5月3日）
  - 黃少珠 （2022年8月1日－2024年8月4日）
  - 廖廣翔（2024年8月19日－）

## 無障消費計劃
在工業貿易署「中小企業發展支援基金」撥款資助《社聯－滙豐社會企業商務中心》，於2012年1月宣布推出無障消費計劃，向香港中小企業及社會企業推廣「優質服務．無障關懷」理念。

## 外部連結
- 香港特別行政區政府 工業貿易署 （页面存档备份，存于）